# Baimaoping
Baimaoping är en köping i Kina. Den ligger i provinsen Hunan, i den södra delen av landet, omkring 340 kilometer sydväst om provinshuvudstaden Changsha.
Runt Baimaoping är det ganska tätbefolkat, med 86 invånare per kvadratkilometer. Närmaste större samhälle är Qingxi, 18,8 km norr om Baimaoping. I omgivningarna runt Baimaoping växer i huvudsak blandskog.
Genomsnittlig årsnederbörd är 1 831 millimeter. Den regnigaste månaden är juni, med i genomsnitt 271 mm nederbörd, och den torraste är december, med 64 mm nederbörd.